# مؤسسة الأقصى الخيرية
مؤسسة الأقصى الخيرية هي منظمة خيرية عالمية، تقدم المساعدات للفلسطينيين .

## مكاتبها
تتوزع مكاتب الجمعية في العديد من الدول ، مثل:
المكتب الرئيسي
- في آخن بألمانيا.

مكاتب فرعية:
- روتردام ، هولندا
- كوبنهاغن، الدنمارك
- إقليم بروكسل العاصمة، بلجيكا
- صنعاء، اليمن
- مالمو، السويد